# 2015年全仏オープン
2015年 全仏オープン（2015ねんぜんふつオープン、Internationaux de France de Roland-Garros 2015）は、フランス・パリにある「スタッド・ローラン・ギャロス」にて、2015年5月24日から6月7日まで開催された。

## シニア

### 男子シングルス
スタン・ワウリンカ def.  ノバク・ジョコビッチ, 4-6, 6-4, 6-3, 6-4
- ワウリンカは初優勝である。2014年全豪オープンに続く4大大会2勝目を挙げた[1]。

### 女子シングルス
セリーナ・ウィリアムズ def.  ルーシー・サファロバ, 6–3, 6–7(2), 6–2
- セリーナは2年ぶり3度目の優勝[2]。4大大会シングルス20勝目を挙げた。

### 男子ダブルス
イワン・ドディグ /  マルセロ・メロ def.  ボブ・ブライアン /  マイク・ブライアン, 6–7(5), 7–6(5), 7–5
- ドディグとメロは4大大会初優勝である[3]。

### 女子ダブルス
ベサニー・マテック＝サンズ /  ルーシー・サファロバ def.  ケーシー・デラクア /  ヤロスラワ・シュウェドワ, 3–6, 6–4, 6–2
- マテック＝サンズとサファロバは初優勝である。2015年全豪オープンに続く4大大会2勝目を挙げた[4]。

### 混合ダブルス
ベサニー・マテック＝サンズ /  マイク・ブライアン def.  ルーシー・ハラデツカ /  マルチン・マトコフスキ, 7–6(3), 6–1